# Nerrivik
Na mitologia inuit Nerrivik é a mãe do oceano e a deusa que concede o alimento ao povo. É a padroeira dos pescadores e caçadores. Segundo John F. Fisher, ela é conhecida por muitos nomes, Nerrivik ("o peixe comida"), Uiniyumissuitoq ("aquela que não vai se casar"), Takanaluk arnaluk ("a mulher de lá de baixo") ou Nuliayaok ("aquela que sempre copula"). Mas é normalmente referida pelos estudiosos como Sedna, como é chamada entre os inuites da ilha de Baffin, graças aos estudos de Frans Boas com a população aborígene da região.
1. ↑  Fisher, John F. (1975). «An Analysis of the Central Eskimo Sedna Myth» [Uma Análise do mito de Sedna dos Esquimós Centrais]. Temenos: Studies in Comparative Religion Presented by Scholars in Denmark, Finland, Norway and Sweden. (PDF) (em inglês). 11. Finlândia: Suomen uskontotieteellinen seura. ISBN 9789519523415. A myth with existed among the Eskimos told of a young girl who married a bird and eventually became the mistress of the sea animals. This girl was called by many names, Nerrivik ― "the food fish," Uiniyumissuitoq ― "she who will not marry," Takanaluk arnaluk ― "the woman down there," and Nuliayok ― "the ever-coputalting one". She is best knomn among the students of myth as Sedna ― "she down there in the sea," which is her name among the Eskimos of Baffin Island,. Because she controls the supply of game animals, [...].